# Championnat du monde de vitesse moto 1987
Navigation
Édition précédente Édition suivante
Le Championnat du monde de vitesse moto 1987 est la 39e saison de vitesse moto organisée par la FIM.

Ce championnat comporte douze courses de Grand Prix, pour quatre catégories : 500 cm3, 250 cm3, 125 cm3 et 80 cm3.

## Attribution des points
Les points du championnat sont attribués aux dix premiers de chaque course :
| Classement | 1  | 2  | 3  | 4 | 5 | 6 | 7 | 8 | 9 | 10 |
| ---------- | -- | -- | -- | - | - | - | - | - | - | -- |
| Points     | 15 | 12 | 10 | 8 | 6 | 5 | 4 | 3 | 2 | 1  |

## Grands Prix de la saison
| N° | Course                            | Lieu         | Vainqueur 80 cm³  | Vainqueur 125 cm³ | Vainqueur 250 cm³ | Vainqueur 500 cm³ | Résultat |
| -- | --------------------------------- | ------------ | ----------------- | ----------------- | ----------------- | ----------------- | -------- |
| 1  | Grand Prix du Japon               | Suzuka       |                   |                   | Masaru Kobayashi  | Randy Mamola      | Résultat |
| 2  | Grand Prix d'Espagne              | Jerez        | Jorge Martínez    | Fausto Gresini    | Martin Wimmer     | Wayne Gardner     | Résultat |
| 3  | Grand Prix d'Allemagne de l'Ouest | Hockenheim   | Gerhard Waibel    | Fausto Gresini    | Anton Mang        | Eddie Lawson      | Résultat |
| 4  | Grand Prix des Nations            | Monza        | Jorge Martínez    | Fausto Gresini    | Anton Mang        | Wayne Gardner     | Résultat |
| 5  | Grand Prix d'Autriche             | Salzburgring | Jorge Martínez    | Fausto Gresini    | Anton Mang        | Wayne Gardner     | Résultat |
| 6  | Grand Prix de Yougoslavie         | Rijeka       | Jorge Martínez    |                   | Carlos Lavado     | Wayne Gardner     | Résultat |
| 7  | Grand Prix des Pays-Bas           | Assen        | Jorge Martínez    | Fausto Gresini    | Anton Mang        | Eddie Lawson      | Résultat |
| 8  | Grand Prix de France              | Le Mans      |                   | Fausto Gresini    | Reinhold Roth     | Randy Mamola      | Résultat |
| 9  | Grand Prix de Grande-Bretagne     | Donington    | Jorge Martínez    | Fausto Gresini    | Anton Mang        | Eddie Lawson      | Résultat |
| 10 | Grand Prix de Suède               | Anderstorp   |                   | Fausto Gresini    | Anton Mang        | Wayne Gardner     | Résultat |
| 11 | Grand Prix de Tchécoslovaquie     | Brno         | Stefan Dörflinger | Fausto Gresini    | Anton Mang        | Wayne Gardner     | Résultat |
| 12 | Grand Prix de Saint-Marin         | Misano       | Manuel Herreros   | Fausto Gresini    | Loris Reggiani    | Randy Mamola      | Résultat |
| 13 | Grand Prix de Madrid              | Jarama       | Jorge Martínez    | Paolo Casoli      | Anton Mang        | Eddie Lawson      | Résultat |
| 14 | Grand Prix du Brésil              | Goiânia      |                   |                   | Dominique Sarron  | Wayne Gardner     | Résultat |
| 15 | Grand Prix d'Argentine            | Buenos Aires |                   |                   | Sito Pons         | Eddie Lawson      | Résultat |

## Résultats de la saison

### Championnat 1987 catégorie 500 cm³
| Clas. | Pilote               | N° | Pays        | Constructeur        | Points | Victoires |
| ----- | -------------------- | -- | ----------- | ------------------- | ------ | --------- |
| 1     | Wayne Gardner        | 2  | Australie   | Rothmans-Honda      | 178    | 7         |
| 2     | Randy Mamola         | 3  | États-Unis  | Lucky Strike-Yamaha | 158    | 3         |
| 3     | Eddie Lawson         | 1  | États-Unis  | Marlboro-Yamaha     | 157    | 5         |
| 4     | Ron Haslam           | 9  | Royaume-Uni | ELF-Honda           | 72     | 0         |
| 5     | Niall Mackenzie      | 11 | Royaume-Uni | HB-Honda            | 61     | 0         |
| 6     | Tadahiko Taira       | 21 | Japon       | Marlboro-Yamaha     | 56     | 0         |
| 7     | Christian Sarron     | 6  | France      | Gauloises-Yamaha    | 52     | 0         |
| 8     | Pier-Francesco Chili | 10 | Italie      | HB-Honda            | 47     | 0         |
| 9     | Shunji Yatsushiro    | 16 | Japon       | Rothmans-Honda      | 40     | 0         |
| 10    | Rob McElnea          | 5  | Royaume-Uni | Marlboro-Yamaha     | 39     | 0         |

### Championnat 1987 catégorie 250 cm³
| Clas. | Pilote           | N° | Pays                 | Constructeur | Points | Victoires |
| ----- | ---------------- | -- | -------------------- | ------------ | ------ | --------- |
| 1     | Anton Mang       | 4  | Allemagne de l'Ouest | Honda        | 136    | 8         |
| 2     | Reinhold Roth    | 24 | Allemagne de l'Ouest | Honda        | 108    | 1         |
| 3     | Sito Pons        | 2  | Espagne              | Honda        | 108    | 1         |
| 4     | Dominique Sarron | 3  | France               | Honda        | 97     | 1         |
| 5     | Carlos Cardús    | 12 | Espagne              | Honda        | 70     | 0         |
| 6     | Loris Reggiani   |    | Italie               | Aprilia      | 68     | 1         |
| 7     | Luca Cadalora    | 22 | Italie               | Yamaha       | 63     | 0         |
| 8     | Martin Wimmer    | 6  | Allemagne de l'Ouest | Yamaha       | 61     | 1         |
| 9     | Jacques Cornu    | 7  | Suisse               | Honda        | 50     | 0         |
| 10    | Carlos Lavado    | 1  | Venezuela            | Yamaha       | 46     | 1         |

### Championnat 1987 catégorie 125 cm³
| Clas. | Pilote             | N° | Pays     | Constructeur | Points | Victoires |
| ----- | ------------------ | -- | -------- | ------------ | ------ | --------- |
| 1     | Fausto Gresini     | 2  | Italie   | Garelli      | 150    | 10        |
| 2     | Bruno Casanova     | 23 | Italie   | Garelli      | 88     | 0         |
| 3     | Paolo Casoli       |    | Italie   | AGV          | 61     | 1         |
| 4     | Domenico Brigaglia | 3  | Italie   | AGV          | 58     | 0         |
| 5     | August Auinger     | 4  | Autriche | MBA          | 54     | 0         |
| 6     | Ezio Gianola       | 5  | Italie   | Honda        | 45     | 0         |
| 7     | Pier Paolo Bianchi | 8  | Italie   | MBA          | 43     | 0         |
| 8     | Andres Sanchez     | 26 | Espagne  | Ducados      | 40     | 0         |
| 9     | Lucio Pietroniro   | 7  | Belgique | MBA          | 32     | 0         |
| 10    | Mike Leitner       |    | Autriche | MBA          | 32     | 0         |

### Championnat 1987 catégorie 80 cm³
| Clas. | Pilote            | N° | Pays                 | Constructeur | Points | Victoires |
| ----- | ----------------- | -- | -------------------- | ------------ | ------ | --------- |
| 1     | Jorge Martínez    | 1  | Espagne              | Derbi        | 129    | 7         |
| 2     | Manuel Herreros   | 2  | Espagne              | Derbi        | 86     | 1         |
| 3     | Gerhard Waibel    | 5  | Allemagne de l'Ouest | Krauser      | 82     | 1         |
| 4     | Stefan Dörflinger | 3  | Suisse               | Krauser      | 75     | 1         |
| 5     | Ian McConnachie   | 5  | Royaume-Uni          | Krauser      | 51     | 0         |
| 6     | Jörg Seel         | 6  | Allemagne de l'Ouest | Seel         | 38     | 0         |
| 7     | Hubert Abold      | 9  | Allemagne de l'Ouest | Krauser      | 33     | 0         |
| 8     | Luis Reyes        | 22 | Espagne              | Autisa       | 31     | 0         |
| 9     | Josef Fischer     | 9  | Autriche             | Krauser      | 19     | 0         |
| 10    | Julian Miralles   |    | Espagne              | Derbi        | 18     | 0         |